# آب‌انبار بالاده قوژد
آب‌انبار بالاده قوژد مربوط به دوره قاجار است و در شهرستان گناباد، روستای قوژد واقع شده و این اثر در تاریخ ۱۹ مرداد ۱۳۸۴ با شمارهٔ ثبت ۱۲۹۳۱ به‌عنوان یکی از آثار ملی ایران به ثبت رسیده است.